# Province de Lucques
La province de Lucques est une des provinces italiennes de Toscane en Italie.

## Géographie
La province est située au nord ouest de la Toscane, la géographie de la province est assez variée entre la plaine de Lucques et les monts Pizzorne et Serra. À l'ouest, elle borde la mer Tyrrhénienne et jouxte la province de Massa-Carrara, au nord l'Émilie-Romagne, à l'est la province de Pistoia et la province de Florence, au sud la province de Pise.
Elle se subdivise en trois zones principales, la Plaine de Lucques, la Garfagnana et la Versilia. La province a une superficie de 1 773 km2. La province possède 34 communes (après la fusion en janvier 2014 de deux municipalités).

## Histoire

### Site archéologique
- Via etrusca del ferro (Route étrusque du fer)
- Thermes de Massaciuccoli dans le Parc naturel de Migliarino-San Rossore-Massaciuccoli
- Fanciulla di Vagli

## Transports

### Routes et autoroutes
Les autoroutes italiennes A11 et A12 traversent la province, ainsi que les routes nationales SS 1 et SS 12. Les routes régionales SR 445, SR 439 et SR 435 passent aussi par la province.

### Lignes ferroviaires
Il y a plusieurs lignes ferroviaires qui passent par la province de Lucques :
- Ligne Gênes-Pise
- Ligne Viareggio-Florence
- Ligne Lucques-Pise
- Ligne Lucques-Aulla
- Ligne Lucques-Pontedera (fermée en 1944)

## Démographie
Le 31 décembre 2010 la province de Lucques comptait 393 795 habitants. La ville de Lucques est la ville la plus peuplée de la province avec 89 225 habitants. Parmi les 33 autres communes de la province, seulement 5 d'entre elles comptent plus de 20 000 habitants.